# Biersdorf am See

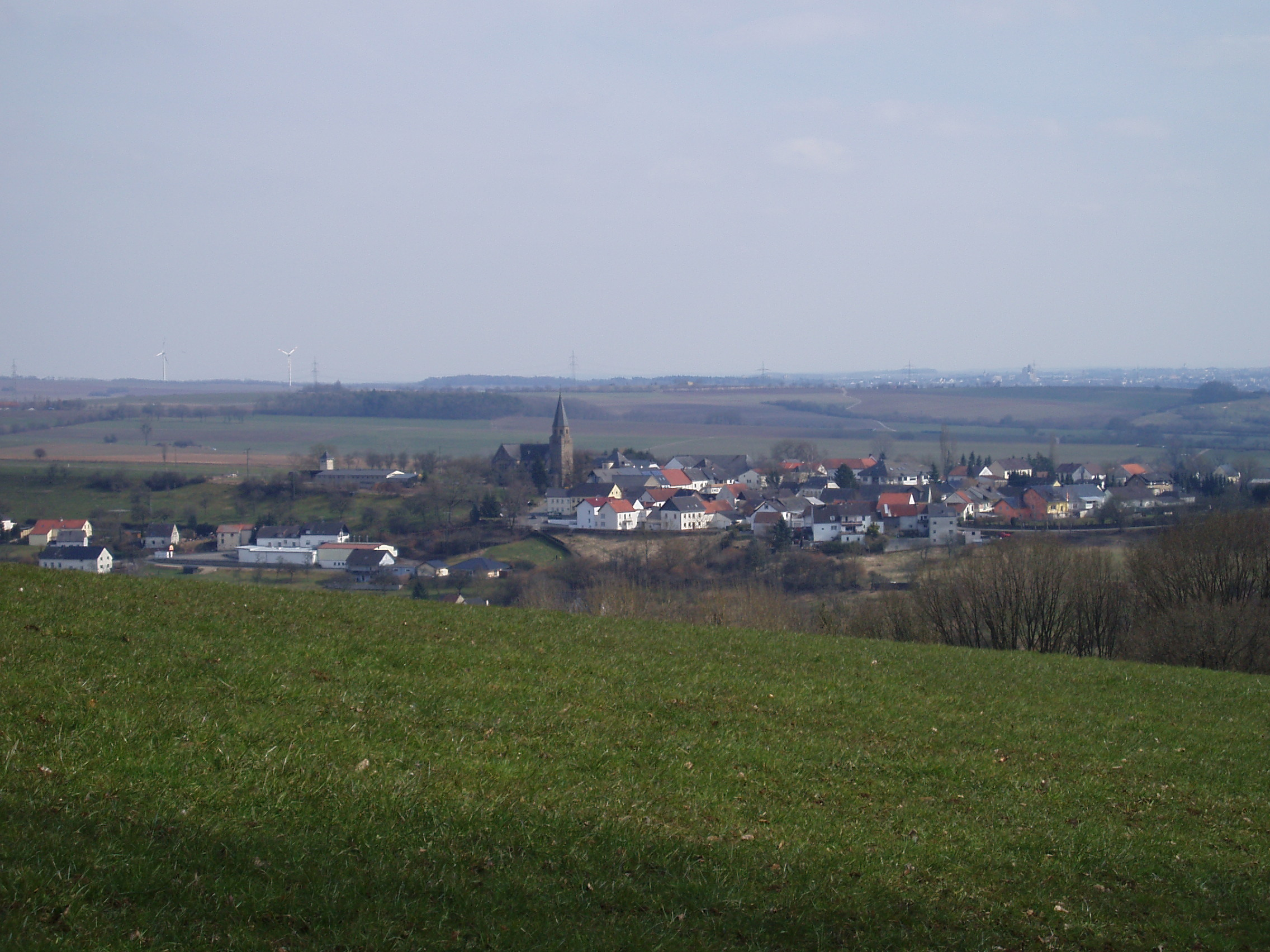
Biersdorf am See

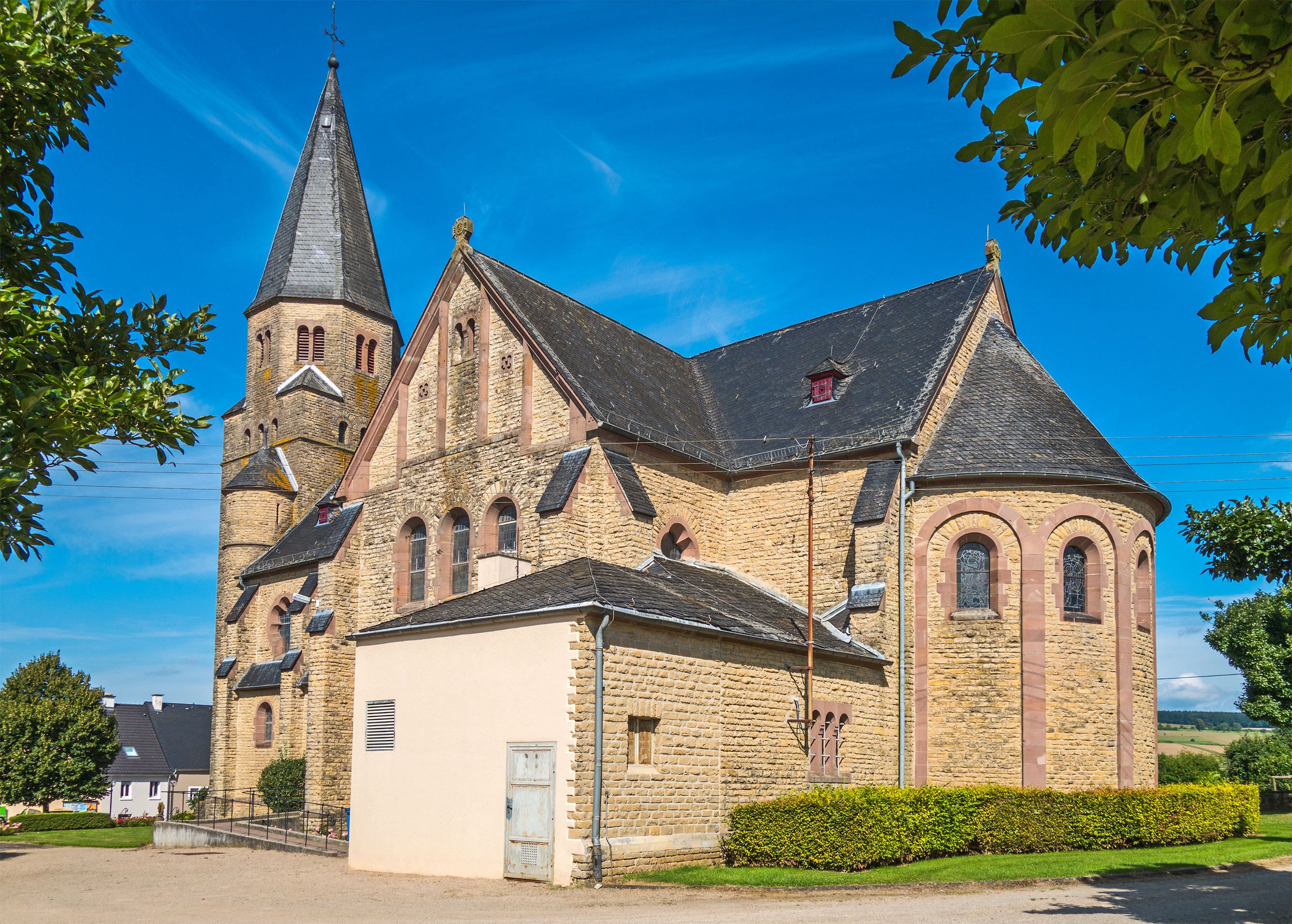
St. Martinskirche in Biersdorf (2016)

Biersdorf am See ist eine Ortsgemeinde und staatlich anerkannter Erholungsort am Stausee Bitburg in der Eifel und liegt im Eifelkreis Bitburg-Prüm in Rheinland-Pfalz. Sie gehört der Verbandsgemeinde Bitburger Land an.

## Geographische Lage
Der Ort liegt im Naturpark Südeifel, nordwestlich der Kreisstadt Bitburg am Stausee Bitburg, der sich im Westen der Gemeinde befindet. Das 3,22 km² große Gemeindegebiet erstreckt sich auf einer Höhe von 280 bis 340 m ü. NHN. Es wird zu 61,3 % landwirtschaftlich genutzt, mit 12,7 % ist ein vergleichsweise geringer Teil von Wald bestanden. Zu Biersdorf am See gehören auch die Wohnplätze Auf dem Erzberg und Hof Merkes.

## Geschichte
Wie weite Teile des Bitburger Landes war auch Biersdorf am See schon in vorchristlicher Zeit besiedelt, worauf Hügelgräber und Keramikfunde hinweisen. Nachgewiesen wurden mehrere verschliffene Grabhügel auf einem Höhenrücken südöstlich des Steifelstein. Die erste urkundliche Erwähnung als „Bersdorf“ stammt aus dem Jahr 1301. Bereits ab 1330 lässt sich eine Pfarrkirche nachweisen. Um 1500 wurden sechs Haushalte gezählt. Als eigene Unterherrschaft mit Wiersdorf lag es in der luxemburgischen Propstei Bitburg, die 1672 an die Freiherrn von der Horst verkauft wurde. 1800 wurde Biersdorf Sitz einer französischen Mairie, die 1816 von einer preußischen Bürgermeisterei abgelöst wurde. Zu diesem Zeitpunkt umfasste der Ort 18 Wohnhäuser und 142 Einwohner. Die Biersdorfer Bürgermeisterei ging 1856 in der Bürgermeisterei Bickendorf über.
Seit 1970 gehörte die Gemeinde der Verbandsgemeinde Bitburg-Land an, die am 1. Juli 2014 in der Verbandsgemeinde Bitburger Land aufging. Den Namenszusatz „am See“ trägt die Gemeinde seit dem 6. März 1995.
Bevölkerungsentwicklung
Die Entwicklung der Einwohnerzahl von Biersdorf am See, die Werte von 1871 bis 1987 beruhen auf Volkszählungen:
| Jahr | Einwohner |
| ---- | --------- |
| 1815 | 140       |
| 1835 | 273       |
| 1871 | 313       |
| 1905 | 346       |
| 1939 | 463       |
| 1950 | 461       |
| 1961 | 443       |

| Jahr | Einwohner |
| ---- | --------- |
| 1970 | 462       |
| 1987 | 480       |
| 1997 | 574       |
| 2005 | 575       |
| 2011 | 538       |
| 2017 | 562       |
| 2023 | 570       |

## Politik

### Gemeinderat
Der Gemeinderat in Biersdorf am See besteht aus zwölf Ratsmitgliedern, die bei der Kommunalwahl am 9. Juni 2024 in einer Mehrheitswahl gewählt wurden, und dem ehrenamtlichen Ortsbürgermeister als Vorsitzendem.

### Bürgermeister
Arnold Kootz (parteilos) wurde 2004 Ortsbürgermeister von Biersdorf. Bei den Direktwahlen am 25. Mai 2014 mit 87,2 % und am 26. Mai 2019 mit 86,4 % wurde er jeweils für fünf weitere Jahre bestätigt. Bei der Direktwahl am 9. Juni 2024 konnte er sein Amt mit 71,7 % der Stimmen ohne Gegenkandidat erneut verteidigen.

### Wappen
| Wappen von Biersdorf am See | Blasonierung: „Aufteilung ¼ silber, ¾ blau. Im silbernen Schildkopf ein blaues Schwert, im unteren, blauen Teil 7 goldene Rauten, zu zwei Balken mit vier bzw. drei Rauten aufgereiht.“                |
| Wappen von Biersdorf am See | Wappenbegründung: Das Schwert im Schildhaupt deutet auf den Kirchenpatron, den heiligen Martin hin, die sieben goldenen Rauten im blauen Feld stammen aus dem Wappen des Ritters Johann von Biersdorf. |

## Sehenswürdigkeiten

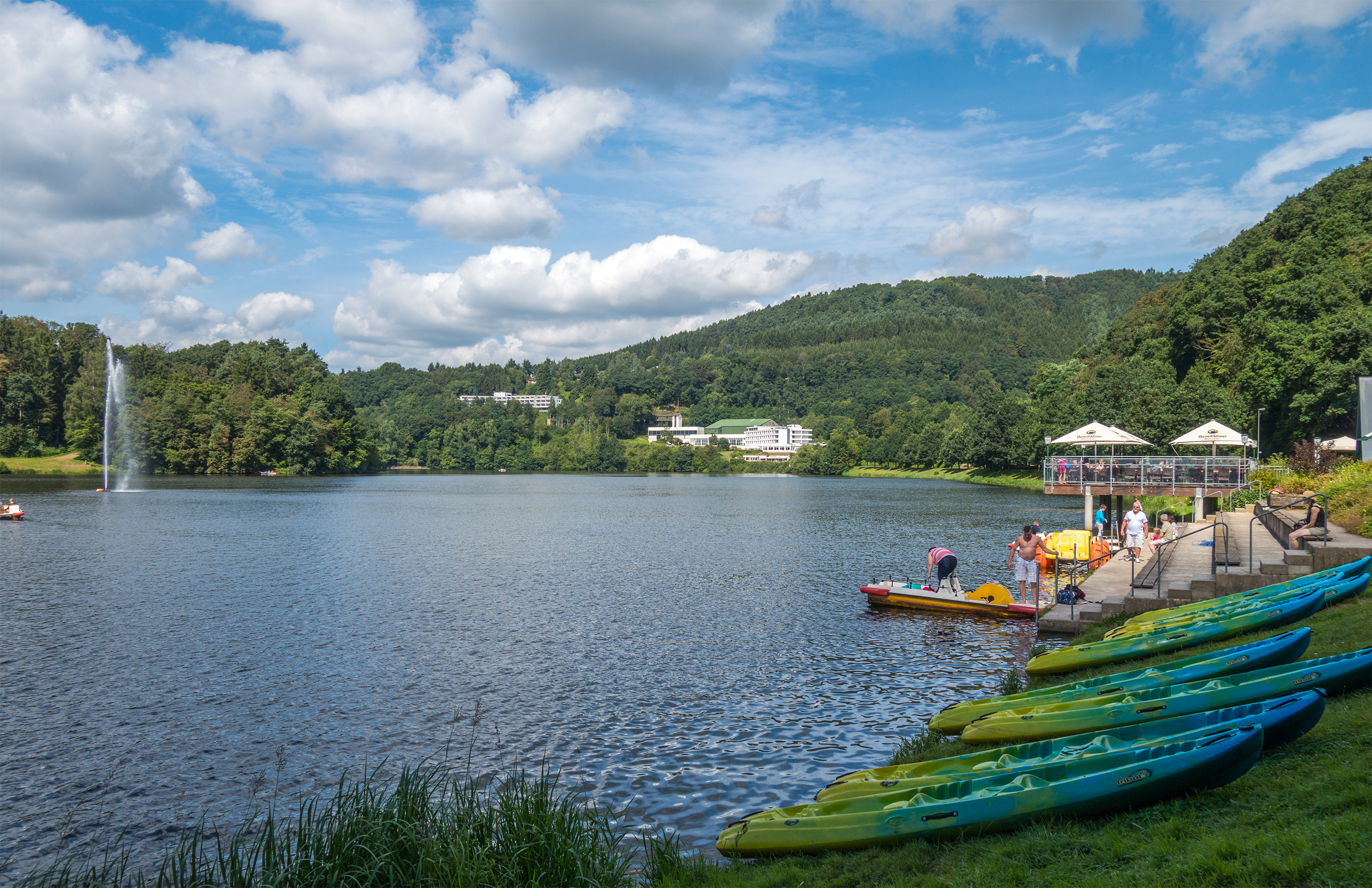
Biersdorf am Stausee Bitburg

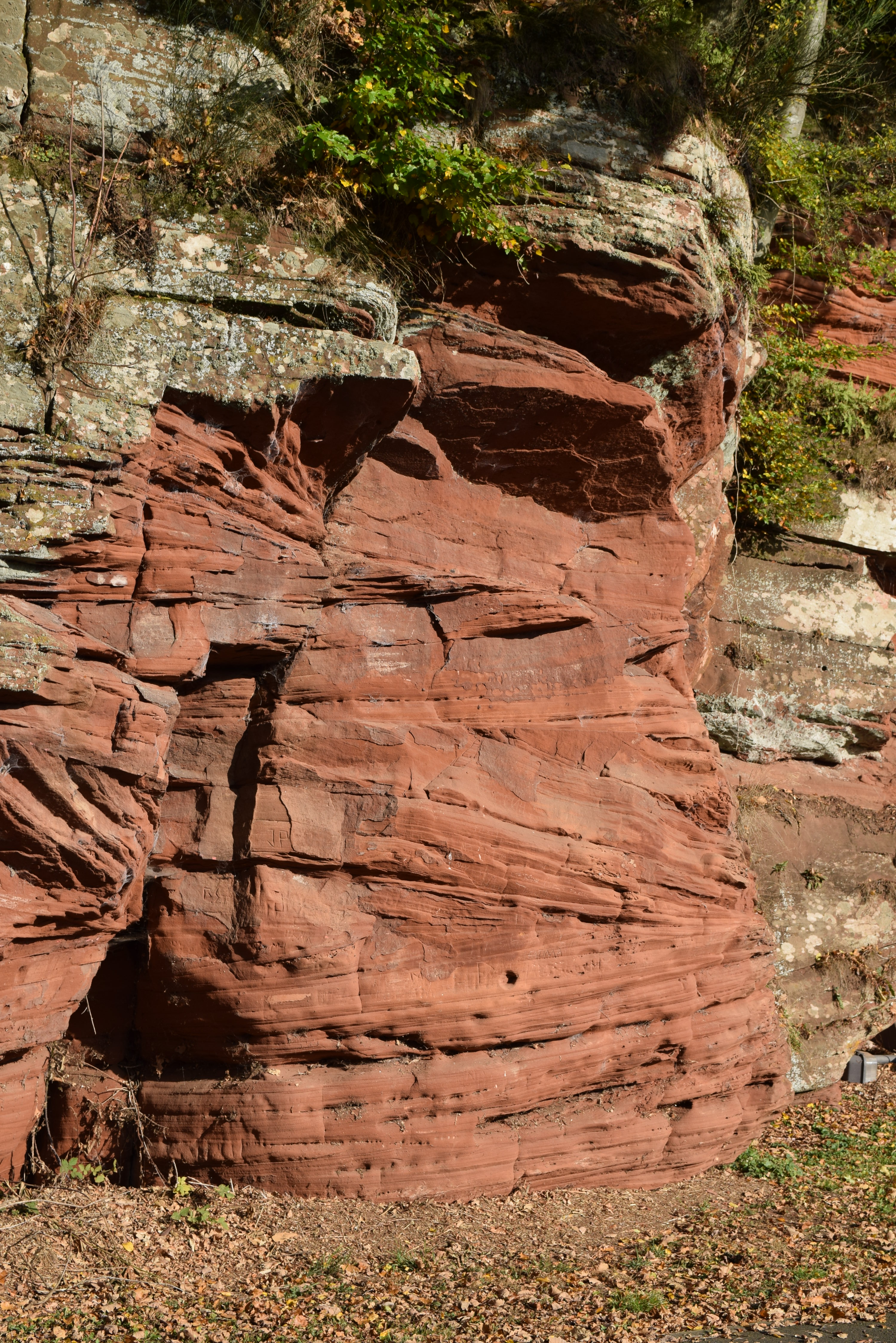
„Rotlay“ am Uferweg

### Bauwerke
- Pfarrkirche St. Martin, erbaut 1907/08
- Altes Pfarrhaus aus dem 17. Jahrhundert

Siehe auch: Liste der Kulturdenkmäler in Biersdorf am See

### Grünflächen und Naherholung
- Rotsandsteinfelswand „Rotlay“ (Naturdenkmal)
- Dorfbrunnen „Buar“, historische Viehtränke im Ort
- Naturdenkmal „Ulmen“
- Der Stausee Bitburg ist touristischer Anziehungspunkt der Ortsgemeinde. Hier bieten sich Rudern, Paddeln, Tretbootfahren, Inline-Skaten, Mountain-Biken, Badminton, Fahrradfahren und Forellen-Angeln an.
- Wandertouren in und um Biersdorf. Hier beginnt auch das Wanderwegenetz des Deutsch-Luxemburgischen Naturparks.[13][14]

Siehe auch: Liste der Naturdenkmale in Biersdorf am See

### Regelmäßige Veranstaltungen
- Jährliches Kirmes- bzw. Kirchweihfest wird am ersten Wochenende im Juli gefeiert.
- Traditionelles Ratschen oder Klappern am Karfreitag und Karsamstag[15]
- Hüttenbrennen am ersten Wochenende nach Aschermittwoch (sogenannter Scheef-Sonntag)[16][17]

## Wirtschaft und Infrastruktur
Biersdorf am See ist heute eine landwirtschaftlich und touristisch geprägte Gemeinde. Mehrere Hotels,  Pensionen und Gasthäuser sind vor allem aufgrund der Lage am Stausee Bitburg vorhanden. Des Weiteren  wird ein Großteil des Gemeindegebietes von fünf Haupt- und vier Nebenerwerbslandwirten genutzt.
Die nächste Autobahn-Anschlussstelle ist Bitburg an der A 60 und liegt in etwa 4 km Entfernung.